# Boel Jørgensen
Boel Jørgensen (født 29. juli 1942 i Hässleholm) er en dansk-svensk sociolog og tidligere teaterchef for Det Kongelige Teater.
Jørgensen er uddannet kandidat i sociologi fra Lunds Universitet i 1968. Hun flyttede til Danmark i 1968 og blev først ansat i Sundhedsstyrelsen, men kom i 1973 til Roskilde Universitetscenter som lektor. Fra 1978 til 1989 var hun rektor samme sted som den første kvinde.
I 1989 blev Jørgensen teaterchef for Det Kongelige Teater, men blev fyret med øjeblikkelig virkning i juli 1992 som følge af både intern og ekstern utilfredshed med hendes virke. Hun blev året efter kultur- og børnedirektør i Roskilde Kommune og blev i 2001 kulturkonsulent samme sted. I 2005 blev hun ekstern lektor ved Roskilde Universitet, hvilket hun pr.  2022 fortsat er.
Hun blev Ridder af Dannebrog i 1991 og bærer også den Kongelige Norske Fortjenstorden.